# Мордовская Ивановка (Татарстан)
Мордовская Ивановка (эрз. Баллы-веле) — село в Лениногорском районе Республики Татарстан.
Мордовская Ивановка впервые упоминается в материалах четвёртой переписи (1785 г.).
Согласно данным в селе проживало 26 человек ясашных крестьян из мордвы (эрзя) новокрещенцев. До 20-х годов XX столетия Мордовская Ивановка называлась Баллы (по-татарски слово «бал» — мед, то есть медовая, сладкая). Но так как в селе проживало в основном эрзянское население, то жители называли его как Баллы веле. Оно происходило от названия речки, которая протекает на том месте, где была основана Ивановка.
В 1910 году в селе было 105 дворов, 3 пруда, приходская школа. Население занималось отделкой дикого камня.
С установлением Советской власти в селе и волости был выбран волостной сельский совет. До 50-х годов в сельской школе преподавался эрзянский язык. Мордовско-Ивановские колхозы: «Якстере сокиця» (с эрзянского «Красный пахарь»), «Якстере теште» («Красная звезда») и колхоз «Труд» (п. Труд) были объединены в 1950 г. в колхоз им. Чапаева.
В Мордва-Ивановской сельской библиотеке стало традицией проведение чтений на эрзянском языке «Предки эрзя в 12-ти сказаниях» «Алена Арзамасская».
В 2020 году сгорела библиотека и клуб, но уже в 2021 году селяне начали активно заниматься благоустройством. Была построена мини-часовня, устроена площадка для мероприятий (на которой проводятся сборы и встречи), облагорожены кладбища, улучшена дорога. В деревне около 50 домов.
В настоящее время население занято полеводством, овцеводством, работой в сфере нефтедобычи.

## Население
| 2013 |
| ---- |
| 27   |

В 1989 г. проживало 65 чел., в 1997 — 61 чел.